# Tampa Bay Rays
Tampa Bay Rays – drużyna baseballowa grająca we wschodniej dywizji American League z siedzibą w St. Petersburgu na Florydzie.

## Historia

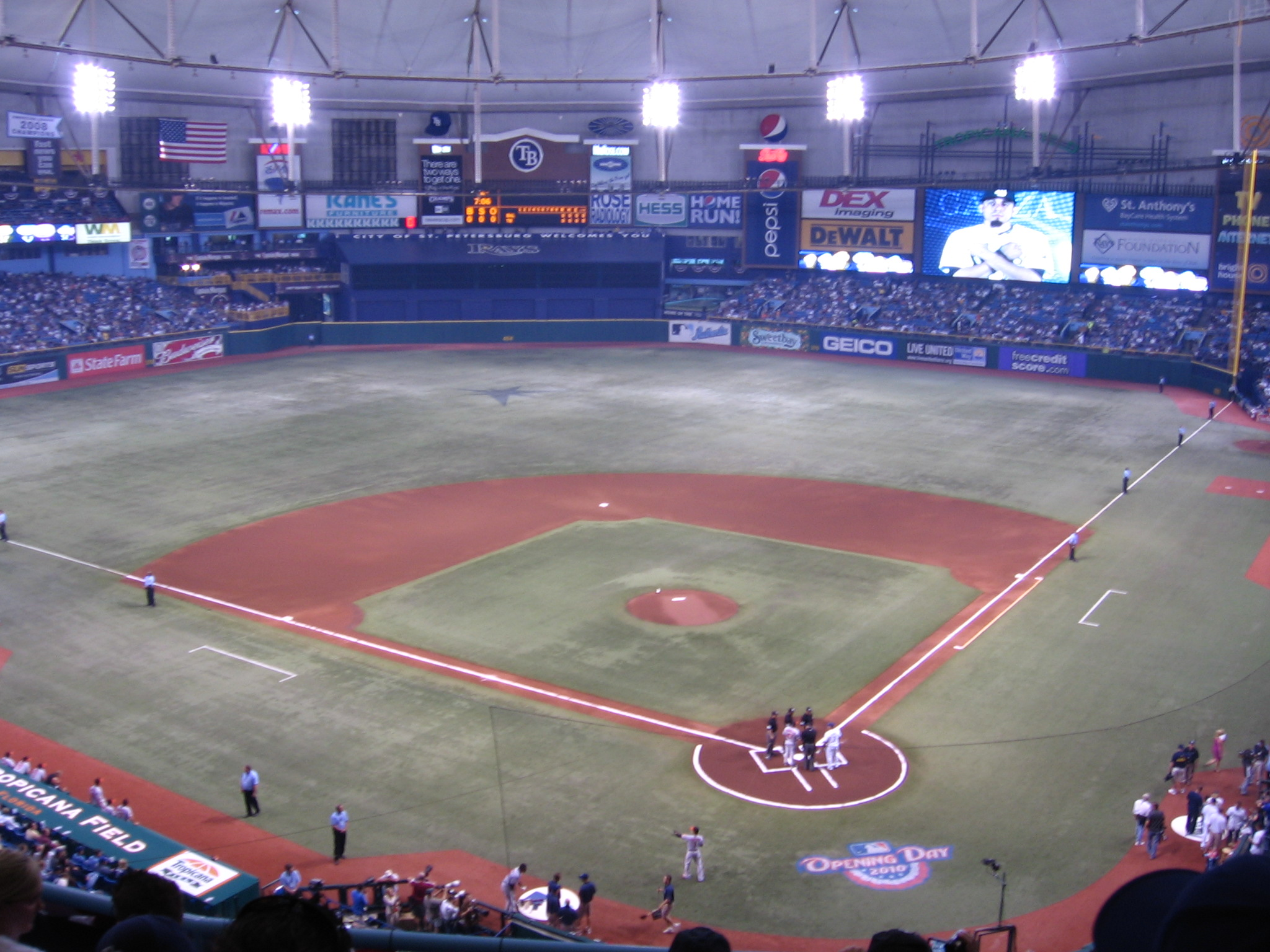
Tropicana Field

W marcu 1995 zarząd ligi ogłosił, iż począwszy od sezonu 1998 w Major League Baseball wystąpią dwa nowe zespoły, Tampa Bay Devil Rays oraz Arizona Diamondbacks. Klub podpisał z miastem St. Petersburg trzydziestoletnią umowę na wynajem stadionu Tropicana Field. W 1997 zespół Tampa Bay Devil Rays stał się 15. członkiem American League.
31 marca 1998 roku Devil Rays rozegrali pierwszy w historii mecz w sezonie zasadniczym MLB, w którym ulegli 6–11 Detroit Tigers. W 2008 klub zmienił nazwę na Tampa Bay Rays. Po raz pierwszy zespół osiągnął dodatni bilans zwycięstw do porażek w sezonie 2008 (97–65), w którym wystąpił w World Series, gdzie uległ Philadelphia Phillies w pięciu meczach. W 2010 i 2011 Rays awansowali do postseason, jednak odpadali na etapie American League Division Series (dwukrotnie z Texas Rangers, 2–3 i 1–3).

## Sukcesy
| Tytuł                               | Liczba | Rok              |
| ----------------------------------- | ------ | ---------------- |
| World Series                        | –      | –                |
| American League Championship Series | 2      | 2008, 2020       |
| American League East Division       | 3      | 2008, 2010, 2020 |

## Zastrzeżone numery
Od 1997 numer 42 zastrzeżony jest przez całą ligę ku pamięci Jackie Robinsona, który jako pierwszy afroamerykanin przełamał bariery rasowe w Major League Baseball.
| Wade Boggs 3B Zastrzeżony w 2000                                       | Jackie Robinson 2B Zastrzeżony w 1997 | Don Zimmer M Zastrzeżony w 2015 |
| Oznaczenie skrótów: M – menadżer, 2B – drugobazowy, 3B – trzeciobazowy |                                       |                                 |